# 于湛
于湛（1480年—1555年），字瑩中，號素斋，直隸鎮江府金壇縣人，軍籍，明朝政治人物。

## 生平
正德五年（1510年）庚午科應天府鄉試第十一名舉人。正德六年（1511年）中式辛未科二甲七十二名進士。授兵部主事，升职方司郎中。任满，出爲陕西参议，改江西右参议。嘉靖元年（1522年）九月，因軍功升贵州右参政。因父喪去職。嘉靖九年（1530年）服闕，任河南左参政。升山西右布政使、河南左布政使。嘉靖十二年（1533年）四月，升都察院右副都御史，整饬蓟州边备，兼巡抚顺天地方，不久转巡抚陕西。嘉靖十五年（1536年）十月廷命以原职总理河道。嘉靖十七年（1538年）六月，以母年九十，乞归养。
嘉靖二十六年（1547年）四月，复出，任郧阳抚治。任内令郧阳知府徐桂建郧山书院。

## 家族
曾祖于思五；祖父于盛；父于鎰，字南金，号契玄，成化甲午举人，官江西万载县知县，以子湛贵封布政司右参政。著有《中说》二卷。母芮氏。具庆下。兄于喬、于溉。弟于泗、于浚。
姪于業（于泗子），嘉靖二十六年进士。子于未，號少素，嘉靖三十四年举人。孫于孔兼、于文熙、曾孫于玉立，皆進士。